# Wilmer Ruperti
Wilmer Ruperti (Caracas, 7 de diciembre de 1959) es un empresario, inversionista y magnate del transporte marítimo venezolano, fundador de Global Ship Management. Dueño del canal venezolano de televisión Canal I y del equipo de béisbol Tiburones de La Guaira.
Después del paro petrolero del 2002 fue distinguido con la Orden del Libertador, impuesta por el propio Hugo Rafael Chávez Frías, por sus servicios a la patria y es considerado como uno de los que no se sumó a la convocatoria de detener la actividad petrolera, y por el contrario, mantuvo su compañía naviera en funcionamiento movilizando todas las encomiendas y envíos petroleros que pudo, quien pasó de ser conductor de barcos a un protagonista del negocio del petróleo en Venezuela, cita:

"El Señor Ruperti ha sabido como transformarse de ser un conductor de barcos, a ser un multimillonario protagonista del negocio petrolero en Venezuela y todo lo que toca, parece convertirse en oro.".

El 22 de mayo de 2010 se casa con la actriz venezolana Anastasia Mazzone, en Miami, Florida. Gloria y Emilio Estefan fueron los padrinos, boda que incluía al entonces presidente Hugo Rafael Chávez Frías en su lista de invitados, quien finalmente no pudo asistir. La pareja se divorcia en enero de 2016, dejando un hija.[cita requerida]
Ruperti ha sido blanco de fuertes críticas de mano de varios sectores en Venezuela, debido a su relación con el Gobierno de Hugo Chávez, siendo un punto clave en la consolidación de su fortuna, el Paro petrolero de 2002-2003, durante el cual Ruperti mantuvo a su compañía en funcionamiento, lo cual le valió el reconocimiento del propio Hugo Chávez, gobierno contra el cual iba dirigido la protesta. Otras acusaciones hablan sobre monopolizar contratos de PDVSA, debido a su privilegiada posición con el gobierno, para concentrar los mismos sin participar en un proceso de licitación legal; catalogándolo de «Boliburgués», acusaciones que cobraron fuerza durante el 2007, cuando una sucesiva serie de críticas se desencadenaron sobre su persona. 
En septiembre de 2016, el diario estadounidense Wall Street Journal (WSJ) informó que Ruperti era el financista de la defensa de Efraín Antonio Campo Flores y Francisco Flores de Freitas, sobrinos de la primera dama venezolana Cilia Flores, en el caso de la DEA por narcotráfico contra los conocidos Narcosobrinos.
En 2019 el Departamento del Tesoro de Estados Unidos habría congelado las cuentas bancarias del empresario en Suiza y EE.UU por sus vínculos con el régimen de Nicolás Maduro.
En septiembre de 2019 Ruperti se siente engañado por el exjuez español  Baltazar Garzón  y lo acusa de «delincuente» a través de una carta que envía por un contrato suscrito el 17 de junio de 2016 de asesoramiento a la defensa de exdirector de la Dirección General de Inteligencia Militar (DGIM) entre los años 2004 y 2011 (del gobierno de  Hugo Chávez) del venezolano Hugo Carvajal sobre las investigaciones abiertas en Estados Unidos de los casos que afectan a quien fuera director. Resulta que PDVSA paga 138 millones de $, una millonaria suma para retirar una montaña de coque, a su vez Ruperti paga 1.85 millones de dólares una suma millonaria para asesorar la defensa de Hugo Carvajal por lo tanto es PDVSA es quien paga la defensa y asesoramiento del ex-chavista

## Educación
Wilmer Ruperti nació en Caracas, Venezuela, el 7 de diciembre de 1959, en una familia clase media de emigrantes italianos. Estudió en la Escuela Náutica de Venezuela, de donde se graduó en 1981, mismo año en que comenzó a trabajar en la empresa de transporte marítimo, dedicada a la movilización de petróleo, Maraven S.A., la cual presta sus servicios a la poderosa empresa petrolera venezolana, PDVSA, permaneciendo allí hasta 1987, tras lo cual ascendió, pasando a trabajar en el Departamento de Comercio de PDVSA. Posteriormente en 1989 es enviado a Inglaterra, avalado por la petrolera venezolana, donde se formó como experto en el tráfico marítimo y finanzas en el «Plymouth Polytechnic», donde realizó una maestría, tras lo cual volvió a Venezuela, donde en 1991 ingresa a PDV Marina.[cita requerida]

## Carrera empresarial

### Comienzos
En 1994, Ruperti fundó su propia compañía de transporte marítimo, «Nautica Ship Brokers», con la cual comenzó a prestar sus servicios a diferentes empresas, incluyendo a PDVSA, que constantemente requería de diferentes transportistas que pudiesen movilizar sus cargas petroleras. Ruperti comenzó a fortificar su posición y acrecentar la productividad de su compañías, llegando a disponer de diez barcos para 2002.

### Paro cívico de 2002-2003
Tras el Golpe de Estado en Venezuela de 2002, el cual depuso al expresidente de Venezuela Hugo Rafael Chávez Frías durante 48 horas, luego de las cuales las Fuerzas Armadas de Venezuela, lo restauraron en la presidencia, siendo sucedido por una fuerte reacción opositora, que conllevó a que los sindicatos y las patronales, secundados por Fedecámaras, a declarar el Paro petrolero de 2002-2003, el cual paralizó a toda la industria petrolera, desde su distribución al transporte.[cita requerida]
Es en medio de estas circunstancias, en las cuales Ruperti tomó la decisión que lo llevaría a consolidar su fortuna: en lugar de sumarse al paro, Nautica Ship Brokers optó por mantener sus servicios de transporte y alquiló un grupo de tanqueros rusos, para materializar aún más envíos. La maniobra rompió el paro, y le permitió disponer de varios encargos adicionales, favoreciendo económicamente a su compañía.[cita requerida]
La polémica decisión lo convirtió en flanco de severas críticas, por ser el quien había desacatado la huelga petrolera, pero también lo convirtió en una personalidad reconocida y aplaudida desde las esferas gubernamentales chavistas, llegando a recibir la Orden del Libertador, y se transformó en un acercamiento aún mayor con PDVSA, que derivó en la progresiva concesión de otros contratos de mano de la petrolera venezolana, pasando a concentrar el transporte petrolero de Venezuela en el Caribe.[cita requerida]

### Sudamericana de Transportes de Petróleo
Tras el paro cívico, la fortificación de la posición de Ruperti, como empresario, significó la transformación de la  «Nautica Ship Brokers», en la corporación de corte internacional, «Sudamericana de Transportes de Petróleo», estableciendo el holding encargado de administrar todas sus propiedades, la «Global Ship Management», entidad de la que es único accionista y CEO.[cita requerida]
Igualmente, Ruperti se ha convertido en uno de los mayores beneficiarios de la política petrolera de Hugo Chávez, teniendo contratos para el transporte petrolero de Venezuela a Argentina, además de concentrar las prerrogativas y contratos para el transporte petrolero en el Caribe, región en la cual, con proyectos como PetroCaribe y las fuertes relaciones económicas y envíos que Venezuela ha mantenido durante los últimos años, se ha experimentado un sorprendente crecimiento de las actividades de dicho ramo, convirtiéndose en un mercado de altos índices económicos, en el transporte petrolero.[cita requerida]
El crecimiento económico experimentado por sus negocios, en conjunto con la continua expansión de sus operaciones, han conllevado al acrecentamiento de su flota mercante, pasando a poseer un listado de 19 barcos para el 2008, y habiéndose confirmado la inversión de US$ 500 millones, para la construcción de ocho nuevos tanqueros.

### Gana licitación en PDVSA para el manipuleo y transporte de Coque
El 2016 varios medios de comunicación sostienen que una semana después de financiar la defensa de los sobrinos presidenciales, en el portal de Pdvsa de forma algo extraña de como fue favorecido el resultado de la licitación para el acondicionamiento, manejo y desalojo de 12 millones de toneladas de Coque de petróleo  (residuo del procesamiento del crudo extrapesado) almacenado durante ocho años en los patios del Complejo Petroquímico José Antonio Anzoátegui debido  a una falla mecánica técnica por un accidente, un incendio en 2009 que acabó con la banda que transportaba el coque en la faja transportadora que llevaba el material al terminal marítimo para su exportación, la había ganado una empresa Maroil Trading, propiedad de Wilmer Ruperti. se adjudica el contrato de 138 millones de dólares para deshacerse de montaña de coque. Oscureciendo más las críticas por su lealtad con el gobierno venezolano. 
Ruperti ha negado rotundamente todas las acusaciones.
En noviembre de 2019 un cargamento de 26 mil toneladas de coque zarparon de la refinería Cardón, estado Falcón  rumbo a Cuba valorizados en unos 1.7 millones de dólares en el buque Lagonda, de bandera maltesa, el precio de una tonelada es de unos US $65.00 dólares

### Canal I
En abril del 2005 el propietario de Puma TV, José Luis Rodríguez "El Puma", vendió su canal al empresario Wilmer Ruperti, para crear un canal de televisión de operación nacional, bajo un proyecto llamado Todos con la i, que comenzó en agosto del 2004, estimándose que el magnate gastó US$ 21 millones, en la adquisición y reorganización del medio, que pasó a denominarse, Canal I.[cita requerida]
Más tarde Ruperti hizo sus ofertas públicas sus intenciones de vender por parte de las acciones del Canal I, resultando con la compra accionaria en febrero, cuando las Empresas 1BC, adquirió parte de las acciones del Canal por un valor de 180.794.492 Bolívares, asumiendo la nueva directiva de la cadena.
En septiembre del 2012, Wilmer Ruperti se decidió recuperar el 50% y Empresas 1BC queda con el 30%, quedando el empresario como accionista mayoritario.

## Filantropía

### Pistolas del Libertador Simón Bolívar
En noviembre de 2004, Ruperti compró dos pistolas doradas de la era napoleónica (que fueron en su época propiedad del Libertador Simón Bolívar, el venezolano nacido en América Latina héroe de la independencia del siglo decimonono) en una subasta en Nueva York, por 1,6 millones de dólares. Se informó más tarde que planeaba donar las pistolas al gobierno venezolano, pero Ruperti lo negó en una entrevista con el Wall Street Journal, diciendo que las dejaría a sus hijos. El 24 de julio de 2012 en el marco de la celebración del natalicio del Libertador Simón Bolívar, dicho rumor se confirma ya que el presidente Chávez en cadena nacional muestra el mencionado armamento, afirmando que Ruperti hizo la donación.

## Otras Páginas
- Anastasia Mazzone
- Canal I
- Corus Entertainment
- Orden del Libertador
- Hugo Rafael Chávez Frías